# Bunge Limited
Bunge Limited er en amerikansk jordbrugs- og fødevarevirksomhed, der er registreret på Bermuda, og har hovedkvarter i St. Louis, Missouri.
Det er en betydelig eksportør soyabønner. Desuden beskæftiger de sig med bearbejdning af fødevarer, vegetabilske olier, kornhandel og gødning. De har ca. 32.000 i 40 lande.